# Lisa Martinek
Lisa Martinek (nascida Wittich; Stuttgart, 11 de fevereiro de 1972 – Grosseto, Itália, 28 de junho de 2019) foi uma atriz alemã.